# Окружная организация КПСС
Окружная организация КПСС (разг. «окружная парторганизация») — региональная отделение КПСС в автономном (до 1977 года — национальных) округе, а с конца 1920-х до 1930 года — местные отделения в округах.

## Руководство
- окружная конференция (разг. «окружная партконференция»);
- окружной комитет  (окружком КПСС), избирался окружной конференцией, однако в условиях запрета внутри КПСС фракций она только утверждала кандидатов предложенных бюром окружкома КПСС;
- бюро окружкома КПСС, избиралось окружкомом, состояли из первого секретаря окружкома КПСС, второго секретаря окружкома КПСС и членов окружкома КПСС;

## Первый секретарь окружкома
Должность была специфической в иерархической структуре номенклатуры КПСС, поскольку секретарь окружкома занимал промежуточное звено в номенклатуре КПСС — между секретарём райкома или горкома и секретарём обкома. В рамках своего округа первый секретарь окружкома мог руководить райкомами и горкомами партии. Формально он избирался на бюро окружкома или обкома, но фактически назначался руководством ЦК КПСС. Данная должность была не обязательна к занятию и для дальнейшего продвижения по службе.

## Из устава КПСС 1972 года
Высшим органом окружной, городской, районной партийной организации является окружная, городская, районная партийная конференция или общее собрание коммунистов, созываемые окружным, городским, районным комитетом один раз в два-три года, а внеочередные — по решению комитета или по требованию одной трети общего числа членов партии, входящих в соответствующую партийную организацию. Окружная, городская, районная конференция (собрание) заслушивает отчёты комитета, ревизионной комиссии, обсуждает по своему усмотрению другие вопросы партийного, хозяйственного и культурного строительства, избирает окружной, городской, районный комитет, ревизионную комиссию и делегатов на областную, краевую конференцию или съезд компартии союзной республики…
… Окружной, городской, районный комитет избирает бюро, в том числе секретарей комитета, а также утверждает заведующих отделами комитета, редакторов газет. Для секретарей окружного, городского, районного комитета обязателен партийный стаж не менее трёх лет. Секретари комитетов утверждаются обкомом, крайкомом, ЦК компартии союзной республики.

## Окружные комитеты КПСС на август 1991 года
- Агинский Бурятский окружной комитет КПСС
- Коми-Пермяцкий окружной комитет КПСС
- Корякский окружной комитет КПСС
- Ненецкий окружной комитет КПСС
- Таймырский (Долгано-Ненецкий) окружной комитет КПСС
- Усть-Ордынский Бурятский окружной комитет КПСС
- Ханты-Мансийский окружной комитет КПСС
- Чукотский окружной комитет КПСС
- Эвенкийский окружной комитет КПСС
- Ямало-Ненецкий окружной комитет КПСС

## Окружные комитеты КПСС, упразднённые или переименованные к 1991 году
- Охотско-Эвенский окружной комитет КПСС (1930-1934)
- Витимо-Олёкминский окружной комитет КПСС (1931-1938)
- Карельский окружной комитет КПСС (1937-1939)
- Аргаяшский окружной комитет КПСС (1934)
- Черкесский окружной комитет ВКП(б) (1927-1928)